# Gunnar Sundberg (konstnär)
Gunnar Erik Sundberg, född 5 augusti 1915 i Stäket, Eds socken, Stockholms län, död 10 augusti 1963 i Stäket, var en svensk målare, keramiker och mosaikkonstnär.
Han var son till målarmästaren Gustaf Sundberg och Axelina Hermansson och gift första gången 1945 med Nadja Wodjanitzky och andra gången från 1958 med Miriam Tallgrén. Han studerade målning privat för Carl Kjellin innan han sökte sig till Barths och Grünewalds målarskolor i Stockholm. Han bedrev dessutom självstudier under resor till Sicilien, Frankrike, Portugal, England, Tyskland, Spanien och Norge. Fram till 25-årsåldern försörjde han sig som konsthantverkare och marmormålare. Tillsammans med Ingvar Haraldson ställde han ut på Galerie Acté i Stockholm 1947 och tillsammans med Börje Mell i Södertälje samt i Avesta tillsammans med Kurt Arvòr. Separat ställde han bland annat ut i Örebro, Hällefors, Eskilstuna, Solna och på Gummesons konsthall. Han medverkade även i flera samlingsutställningar med Uppsala konstförening. Bland hans offentliga arbeten märks dekorativa arbeten på Televerkets byggnad i Stockholm, Televerkets radiobyrå i Hammarby, en mosaikrelief på telegrafhuset i Örebro och målningen Min hembygd på medborgargården Vårås i Stäket. Hans konst består av landskapsskildringar utförda i olja eller gouache.